# Афелій

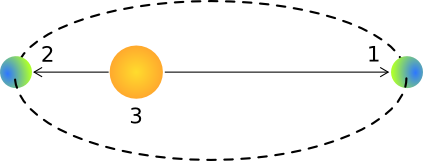
Орбіта планети навколо Сонця (3), її перигелій (2) та афелій (1)

Афе́лій або апоге́лій (грец. αφ від απο — вдалині та ηλιος — Сонце) — найвіддаленіша від центра Сонця точка еліптичної орбіти планети, комети або іншого небесного тіла, що рухається навколо Сонця. Афелій є окремим випадком апоцентру для орбіти тіла, що рухається навколо Сонця. Антонимом афелія є перигелій — найближча до Сонця точка орбіти. Уявну лінію між афелієм та перигелієм називають лінією апсид.
Земля проходить свій афелій між 3 і 7 липня. Тобто вона знаходиться на найбільшій відстані від Сонця тоді, коли в північній півкулі літо, а в південній - зима. (Причиною зміни сезонів є не еліптичність земної орбіти, а нахил земної осі і повʼязана з цим зміна висоти Сонця над горизонтом.)

## Походження назви
Кеплер у своїх роботах назвав найдальшу і найближчу до Сонця точки орбіти апогелій і перигелій. Однак, в міру перевидань і перекладів накопичувалися помилки та друкарські помилки та помилкові переклади. Так зі слова apohelium випала буква o, і воно перетворилося на aphelium (афелій).

## Основні формули
Афелій орбіти розраховується за формулою {\displaystyle r_{\mathrm {af} }=(1+e)a,} де
a — велика піввісь;
е — ексцентриситет орбіти.
Лінійна швидкість планети в афелії розраховується за формулою
{\displaystyle v_{\mathrm {af} }={\sqrt {\frac {GM_{\odot }(1-e)}{a(1+e)}}},} де
G — гравитаційна стала;
{\displaystyle M_{\odot }}— маса Сонця;
a — велика піввісь;
е — ексцентриситет орбіти.
Кутова швидкість планети в афелії щодо Сонця, виражена в радіанах за секунду, розраховується за формулою
{\displaystyle {\dot {\varphi }}_{\mathrm {af} }={\frac {v_{\mathrm {af} }}{r_{\mathrm {af} }}}={\sqrt {\frac {GM_{\odot }(1-e)}{a^{3}(1+e)^{3}}}}.}
І лінійна, і кутова швидкість в афелії досягають свого мінімуму, тоді як у перигелії вони максимальні.

## Афелій Землі
В афелії відстань від Сонця до барицентру системи Земля—Місяць у середньому становить 152 098 233 кілометри (на епоху J2000.0). Земля проходить афелій між 3 і 7 липня (через пару тижнів після літнього сонцестояння, хоча це випадковий збіг). Зміна дати проходження афелію та коливання афелійної відстані обумовлені збуреннями від Місяця та (меншою мірою) від планет. На них накладається також періодичне зміщення календарного моменту проходження афелію в межах однієї доби, обумовлене високосним циклом. Довгота барицентру системи Земля—Місяць в афелії на епоху J2000.0 становила −77,06231807° (довгота перигелію мінус 180°) і вона збільшувалася зі швидкістю 0,32327364° за юліанське століття. Ексцентриситет земної орбіти протягом останніх століть зазнає поступового зменшення (зі швидкістю −0,00004392 за юліанське століття), і орбіта наближається до кругової. Хоча велика піввісь орбіти при цьому зростає (5,62×10−6 а.о. за юліанське століття), цей приріст відносно повільніший, тому афелій, який дорівнює {\displaystyle (1+e)a,} поступово зменшується на 38,3×10−6 а.о.(5,73 тис. км) за юліанське століття. Ці зміни є частиною набагато триваліших, з характерним часом у десятки тисячоліть, періодичних змін елементів орбіти Землі.
У таблиці вказані моменти проходження афелію Землею на 2010—2029 роки та відстань від Сонця у ці моменти, обчислені в межах моделі JPL DE405.
| Рік  | Дата    | Час (UTC) | Відстань (а.о.) | Відхилення від середнього афелію (км) |
| ---- | ------- | --------- | --------------- | ------------------------------------- |
| 2010 | 6 липня | 11:30     | 1,0167020       | −1246                                 |
| 2011 | 4 липня | 14:54     | 1,0167404       | 4501                                  |
| 2012 | 5 липня | 03:32     | 1,0166751       | −5270                                 |
| 2013 | 5 липня | 14:44     | 1,0167085       | −268                                  |
| 2014 | 4 липня | 00:13     | 1,0166816       | −4287                                 |
| 2015 | 6 липня | 19:40     | 1,0166821       | −4214                                 |
| 2016 | 4 липня | 16:24     | 1,0167509       | 6080                                  |
| 2017 | 3 липня | 20:11     | 1,0166756       | −5190                                 |
| 2018 | 6 липня | 16:47     | 1,0166961       | −2129                                 |
| 2019 | 4 липня | 22:11     | 1,0167543       | 6590                                  |
| 2020 | 4 липня | 11:35     | 1,0166943       | −2399                                 |
| 2021 | 5 липня | 22:27     | 1,0167292       | 2832                                  |
| 2022 | 4 липня | 07:11     | 1,0167154       | 760                                   |
| 2023 | 6 липня | 20:07     | 1,0166806       | −4444                                 |
| 2024 | 5 липня | 05:06     | 1,0167255       | 2273                                  |
| 2025 | 3 липня | 19:55     | 1,0166437       | −9957                                 |
| 2026 | 6 липня | 17:31     | 1,0166440       | −9920                                 |
| 2027 | 5 липня | 05:06     | 1,0167289       | 2786                                  |
| 2028 | 3 липня | 22:18     | 1,0166798       | −4566                                 |
| 2029 | 6 липня | 05:12     | 1,0167127       | 362                                   |

## Афелій інших планет Сонячної системи
Нижче наведені афелії інших планет Сонячної системи на основі інформації НАСА:
- Меркурій — 69 817 445 км;
- Венера — 108 942 780 км;
- Марс — 249 232 432 км;
- Юпітер — 816 001 807 км;
- Сатурн — 1503509229 км;
- Уран — 3006318143 км;
- Нептун — 4537039826 км.